# Inteligencia espiritual

## El concepto de inteligencia
En el desarrollo del concepto de Inteligencia como tal, un primer momento estuvo representado por el trabajo de Alfred Binet a principios de 1900, quien desarrolló el concepto de cociente intelectual (CI). Aquí, la inteligencia está referida principalmente a una capacidad lógico-matemática y verbal, es lo que se conoce como racionalidad instrumental, una capacidad para el control técnico del mundo, un concepto nacido de una visión unidimensional de la conciencia. 
Un segundo momento está representado por el trabajo de Howard Gardner y un grupo de académicos de la Universidad de Harvard quienes en el año de 1967 empezaron a desarrollar una visión plural de la inteligencia a través del Proyecto Zero. Gardner desarrolló así su teoría de las inteligencias múltiples reconociendo diversas facetas de la cognición así como potenciales y estilos cognitivos en las personas. Las ocho inteligencias de Gardner son: 
- inteligencia lógico-matemática
- inteligencia lingüística
- inteligencia musical
- inteligencia corporal
- inteligencia espacial
- inteligencia interpersonal
- inteligencia intrapersonal
- inteligencia naturalista

La teoría de las inteligencias múltiples abrió el camino para seguir investigando acerca de la inteligencia como el trabajo desarrollado por Daniel Goleman sobre inteligencia emocional, en parte inspirado por el trabajo de Gardner sobre la inteligencia interpersonal e intrapersonal. Según Goleman, la inteligencia emocional es mejor para predecir el éxito futuro en la vida social y profesional de los estudiantes, ya que la inteligencia lógico-matemática no va más allá del éxito escolar. La inteligencia emocional se define como la capacidad de mantener la calma y dominar la impulsividad, la capacidad de motivarnos a nosotros mismos, de perseverar en el empeño a pesar de las posibles frustraciones, de diferir las gratificaciones, de regular nuestros propios estados de ánimo, de evitar que la angustia interfiera con nuestras facultades racionales y la capacidad de empatizar y confiar en los demás.

## La inteligencia espiritual
El tercer momento está representado por la inteligencia espiritual. La inteligencia espiritual es la más nueva y la más antigua. Hay reportes muy específicos de ella por lo menos hace 2.500 años, cuando el Buda la llamó visión cabal o Vipassana; señaló que era la capacidad de visión penetrativa para comprender la realidad profunda de los fenómenos, ver las cosas como son. Esta comprensión era la base para superar la ignorancia, base del sufrimiento, y alcanzar la verdadera felicidad. El Apóstol Pablo de Tarso en la carta a los Colosenses en el Cap. 1: 9-10 ora pidiendo inteligencia espiritual y la describe como la capacidad dada por Dios para vivir plenamente en congruencia con la fe cristiana proclamada.
Con la inteligencia espiritual, por primera vez tenemos un orden holárquico, un modelo de tres niveles de la inteligencia, donde la inteligencia espiritual se ocupa del sentido de trascendencia.
- El primer nivel de la inteligencia es el más básico y lo compartimos con los animales, es el nivel subhumano de la inteligencia emocional, está basado en nuestros instintos, impulsos y sensaciones y opera con el ojo de la carne, es una inteligencia primitiva, pre-racional, pero necesaria y muy importante para la supervivencia.
- El segundo nivel de la inteligencia tiene una importancia media pero ya es exclusiva de los humanos, son todas las inteligencias múltiples basadas en la mente, de una u otra forma son inteligencias intelectuales, está basada en nuestra capacidad de razonamiento, en lo cognitivo, en nuestro pensamiento lógico, en la capacidad de simbolizar y opera con el ojo de la mente; es una inteligencia cultural, social, basada en el lenguaje y nos sirve para controlar y medir el mundo. Las inteligencias múltiples de Howard Gardner son combinaciones de elementos de estos dos niveles, son combinaciones de lo emocional y lo racional en diferentes grados y del uso de los ojos carnal y mental. Siguen el plano de capacidades de nivel intermedio.
- El tercer nivel de la inteligencia es el más importante y se corresponde con la inteligencia espiritual, también es exclusivamente humana y está basada en la sabiduría, nuestra capacidad de visión holista de la realidad profunda, de comprensión de contextos y totalidades significativas. Es la capacidad de trascendencia, de ir más allá de lo biofísico y social, más allá del cuerpo y las emociones. Opera con el ojo de la contemplación, es una inteligencia transpersonal porque se sitúa más allá del ego narcisista. Opera con visión universal. Es transracional, no se limita a la racionalidad instrumental mecánica de la ciencia. Es la única que puede darle sentido espiritual a la vida, es decir, generar sentido trascendente para vivir, alimentar la integridad de nuestra conciencia. Las otras inteligencias y los dos niveles inferiores no pueden hacer esto. También es la capacidad de relacionarnos armónicamente con la totalidad, de estar relacionados con el todo, es la capacidad de ser felices a pesar de las circunstancias.

## Definición
Para Danah Zohar e Ian Marshall la Inteligencia Espiritual es la inteligencia primordial; es la inteligencia que nos permite afrontar y resolver problemas de significados y valores, ver nuestra vida en un contexto más amplio y significativo y al mismo tiempo determinar que acción o camino es más valioso para nuestra vida. Consideran que la inteligencia espiritual está en todo nuestro Ser, como una totalidad trabajando de manera armónica con la inteligencia racional y la inteligencia emocional. 
Según Danah Zohar e Ian Marshall, la Inteligencia Espiritual se distingue por las siguientes características:
- Capacidad de ser flexible
- Poseer un alto nivel de conciencia de sí mismo
- Capacidad de afrontar y trascender el dolor y el sufrimiento
- La capacidad de ser inspirado por visiones y valores
- Reluctancia a causar daños innecesarios
- Tendencia a ver las relaciones entre las cosas (holismo)
- Marcada tendencia a preguntar ¿Por qué? o ¿Y si? y a pretender respuestas fundamentales
- Facilidad para estar contra las convenciones

Dan Millman considera que la Inteligencia Espiritual pertenece a cada uno de nosotros; se encuentra en nuestros corazones y está en el corazón de cada religión, cultura y sistema moral, y señala que la vía de acceso a la inteligencia espiritual se da a través de las Leyes Universales.
Robert Emmons, considera que aquellos que tienen inteligencia espiritual poseen ciertas capacidades, como la capacidad de trascendencia, la capacidad de experimentar estados elevados de conciencia, la capacidad de encontrar el sentido de lo sagrado en las actividades diarias, la capacidad de usar los recursos de la espiritualidad para resolver los problemas prácticos de la vida, y la capacidad de comprometerse en llevar una vida virtuosa expresada en el perdón, la gratitud, la humildad, la compasión y la sabiduría.
Para Tony Buzan, la Inteligencia Espiritual es la forma como cultivamos las cualidades vitales de la energía, el entusiasmo, el coraje y la determinación, así como la protección y el desarrollo del alma. Él sugiere 10 formas para despertar el poder de la inteligencia espiritual que incluye una visión global y de la vida, tener un propósito, desarrollar la compasión, la caridad y la gratitud, descubrir el poder de la risa y de vivir una actitud de entusiasmo, amor ilimitado, sentido de aventura, confianza y sinceridad, así como reconocer la importancia de la paz,  los rituales espirituales y el poder del amor.
Por su parte, Frances Vaughan señala que la Inteligencia Espiritual implica múltiples vías de conocimiento y se orienta a la integración de la vida interior de la mente y el espíritu con la vida exterior del trabajo en el mundo. Para ella, la inteligencia puede ser cultivada a través de preguntas fundamentales, la indagación, la práctica y las experiencias espirituales. Vaughan considera que la inteligencia espiritual es necesaria para discernir sobre las decisiones espirituales que contribuyen al bienestar psicológico y a una salud amplia del desarrollo espiritual.
Ramón Gallegos señala que la inteligencia espiritual es exclusivamente humana. Agrega que mientras animales y computadoras muestran evidencias de inteligencia emocional e intelectual, la inteligencia espiritual es de exclusividad humana, ni máquinas ni animales tienen inteligencia espiritual ni pueden desarrollarla. La inteligencia emocional está arraigada en nuestro cuerpo biofísico, depende de nuestros instintos, sentimientos, hormonas, etc., su objetivo es dar una respuesta emocional aceptable a una situación particular. Los animales también muestran inteligencia emocional. Para lograr atrapar a su presa, un tigre necesita ser silencioso, esperar la oportunidad, posponer la satisfacción, atacar en el momento indicado, en síntesis, controlar sus emociones; la inteligencia emocional no pregunta ¿por qué?.
Para David Fischman, aquellas personas que son mas inteligentes espiritualmente y tienen más capacidad de elegir el ser elevado, sobre el ego en su vida diaria y mantener su paz en el margen de las circunstancias.

## La Educación de la Inteligencia espiritual
El Dr. Ramón Gallegos explica que la Inteligencia Espiritual permite, por primera vez, construir un modelo integral de todas las inteligencias sobre la base de tres niveles jerárquicos y nos ofrece un Modelo Holista de la Inteligencia donde considera tanto dimensiones como niveles. En el Modelo de Inteligencia Espiritual se observa: 
- En el primer nivel, la inteligencia más básica, la inteligencia emocional, que está más relacionada con el cuerpo, los instintos y es acerca de sentir.
- El segundo nivel lo ocupa la inteligencia intelectual que está más relacionada con las actividades de la mente, lo cognitivo y es acerca de pensar.
- El tercer nivel lo ocupa la inteligencia espiritual que está más relacionada con el bienestar, con vivir una vida feliz y es acerca del Ser.

La inteligencia espiritual ha sido relacionada últimamente con la educación holista, como dos campos de desarrollo paralelos, un verdadero proceso de educación holista debe incluir el desarrollo de la inteligencia espiritual.